# Dolnośląskie Linie Autobusowe
Dolnośląskie Linie Autobusowe Sp. z o.o., DLA Wrocław – przedsiębiorstwo przewozowe powstałe w 1997 roku, obsługujące linie autobusowe na terenie aglomeracji wrocławskiej, powiatu lubińskiego oraz w Radomiu, prowadzące również inną działalność transportową.

## Działalność

### Autobusy
Dolnośląskie Linie Autobusowe rozpoczęła działalność przewozową 12 listopada 1997 r. Pierwszą linią, która została uruchomiona, była linia 501 z Wrocławia do Siechnic przez Radwanice. W dalszych latach firma obsługiwała linie miejskie, strefowe i komercyjne na terenie aglomeracji wrocławskiej oraz poza nią. Realizowała również przewozy pracownicze, dla szkół i do hipermarketów.
W 2003 r. DLA wprowadziły pierwszy w Polsce, niskopodłogowy autobus miejski napędzany sprężonym gazem ziemnym (CNG) – Neoplan N4016.
Przedsiębiorstwo regularnie startuje w ogłaszanych przez samorządy przetargach na obsługę systemów komunikacji miejskiej – zarówno na Dolnym Śląsku, jak i poza jego granicami. W latach 2006–2008 DLA było operatorem komunikacji miejskiej w Oleśnicy (linie 1, 2, 2A i 3). We wrześniu 2012 roku firma wygrała przetarg na linie 900L, 900P, 910, 901 oraz zakupiła fabrycznie nowy tabor do obsługi linii strefowych łączących Wrocław z gminą Siechnice. Od 1 stycznia 2013 r. do 2015 r. Dolnośląskie Linie Autobusowe obsługiwały komunikację miejską w Wodzisławiu Śląskim. W 2019 roku DLA wygrały przetarg na sześcioletnią obsługę linii miejskich 117, 123, 137, 138 oraz strefowych 917, 923, 937, 938, 940, 948, 958 na terenie Wrocławia i gminy Miękinia. Do tego zadania zakupiono 17 autobusów: 13 Solarisów Urbino 10,5 IV generacji i 4 Solarisy Urbino 12 IV generacji. Od 6 lipca 2020 r. firma obsługuje również linie 908 i 930 łączące Wrocław z gminą Wisznia Mała. 30 czerwca 2021r. DLA zakończyło obsługę linii gminnych 845 i 855 w gminie Czernica (przewozy na linii 865 były zawieszone od 22 lipca 2020 r.). Od 21 lipca 2021 r. DLA obsługuje linię regionalną nr 512 rel. Lubin — Ścinawa na zlecenie samorządu miasta Ścinawa i gminy wiejskiej Lubin.
DLA bez powodzenia składało oferty m.in. na obsługę niektórych linii komunikacji miejskiej w Warszawie (kilkukrotnie), w Elblągu w latach 2014–2020, całej komunikacji miejskiej w Wałbrzychu w 2011 r. i w Lubinie w 2016 r..

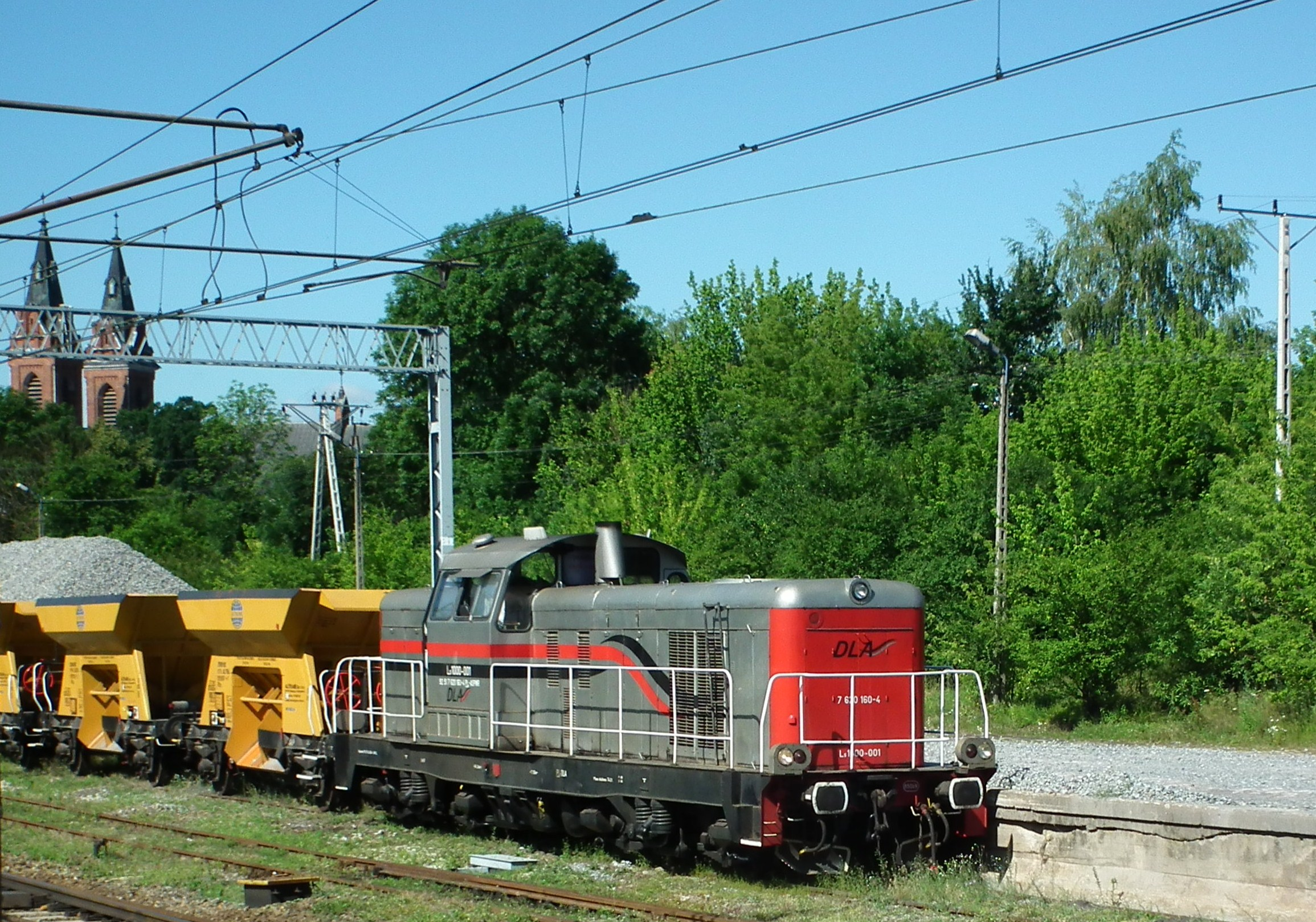
lokomotywa Ls1000

### Kolej
Od 2005 roku DLA zajmuje się również transportem kolejowym.
W przeszłości spółka prowadziła również sezonowe pociągi pasażerskie na linii kolejowej nr 259 z Kętrzyna do Węgorzewa oraz obsługiwała pociągi specjalne. Konsorcjum Dolnośląskich Linii Autobusowych ze Stowarzyszeniem Kolejowych Przewozów Lokalnych z Kalisza było w 2009 roku zainteresowane prowadzeniem regularnych pociągów pasażerskich w relacjach Łomża-Ostrołęka-Warszawa i Ostrołęka-Białystok.
DLA współpracuje z początkującymi przewoźnikami kolejowymi w zakresie rozpoczęcia przewozów przy użyciu dokumentacji DLA (formalnie, prowadzenia pociągów pod szyldem DLA). W 2008 roku firma, po uprzednio wygranym przetargu, użyczała licencji i dokumentów niezbędnych do prowadzenia działalności dla nowo powstałych wówczas Kolei Dolnośląskich, do czasu, kiedy KD uzyskały własne dokumenty. Podobną współpracę zamierzał nawiązać ze spółką również, przymierzający się do wejścia na rynek polski, czeski przewoźnik Leo Express.

## Tabor autobusowy

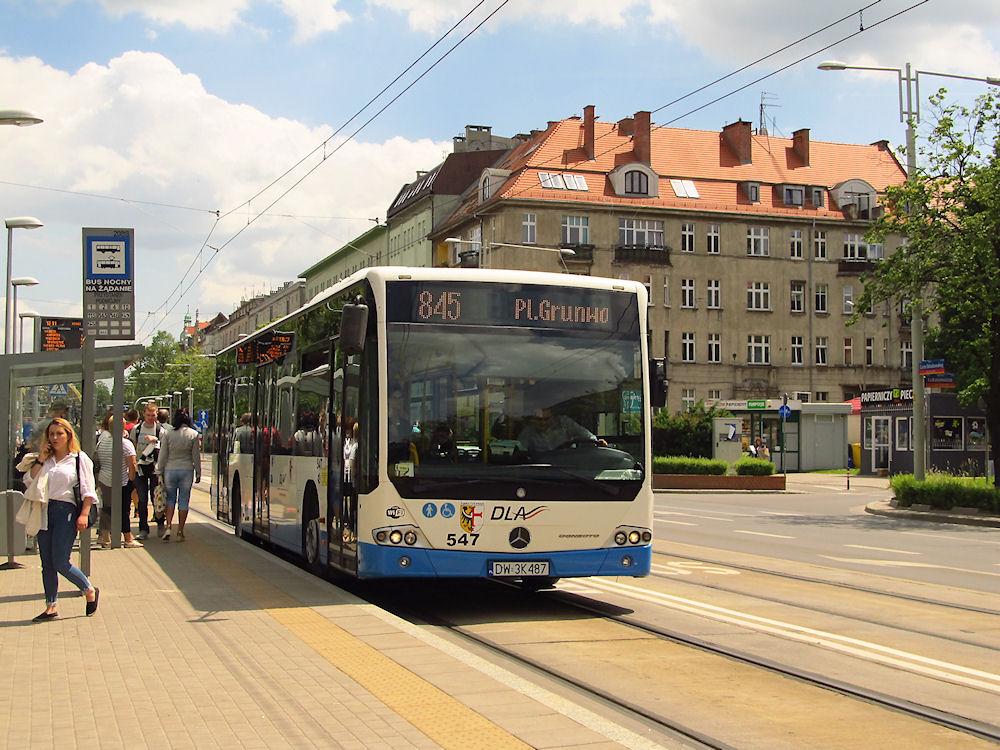
Mercedes-Benz Conecto LF

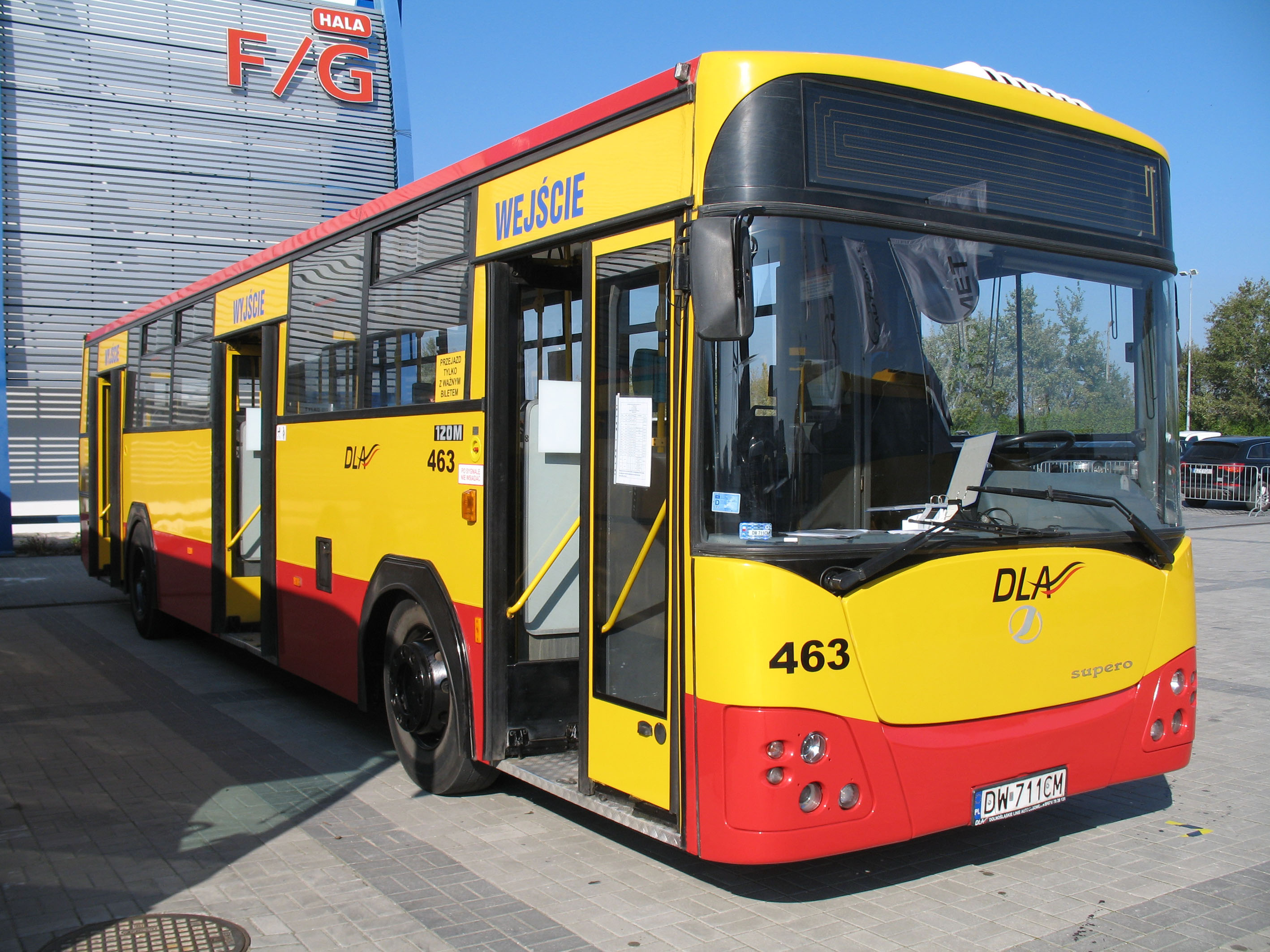
Jelcz 120M/3 (wycofany w 2017 r.)

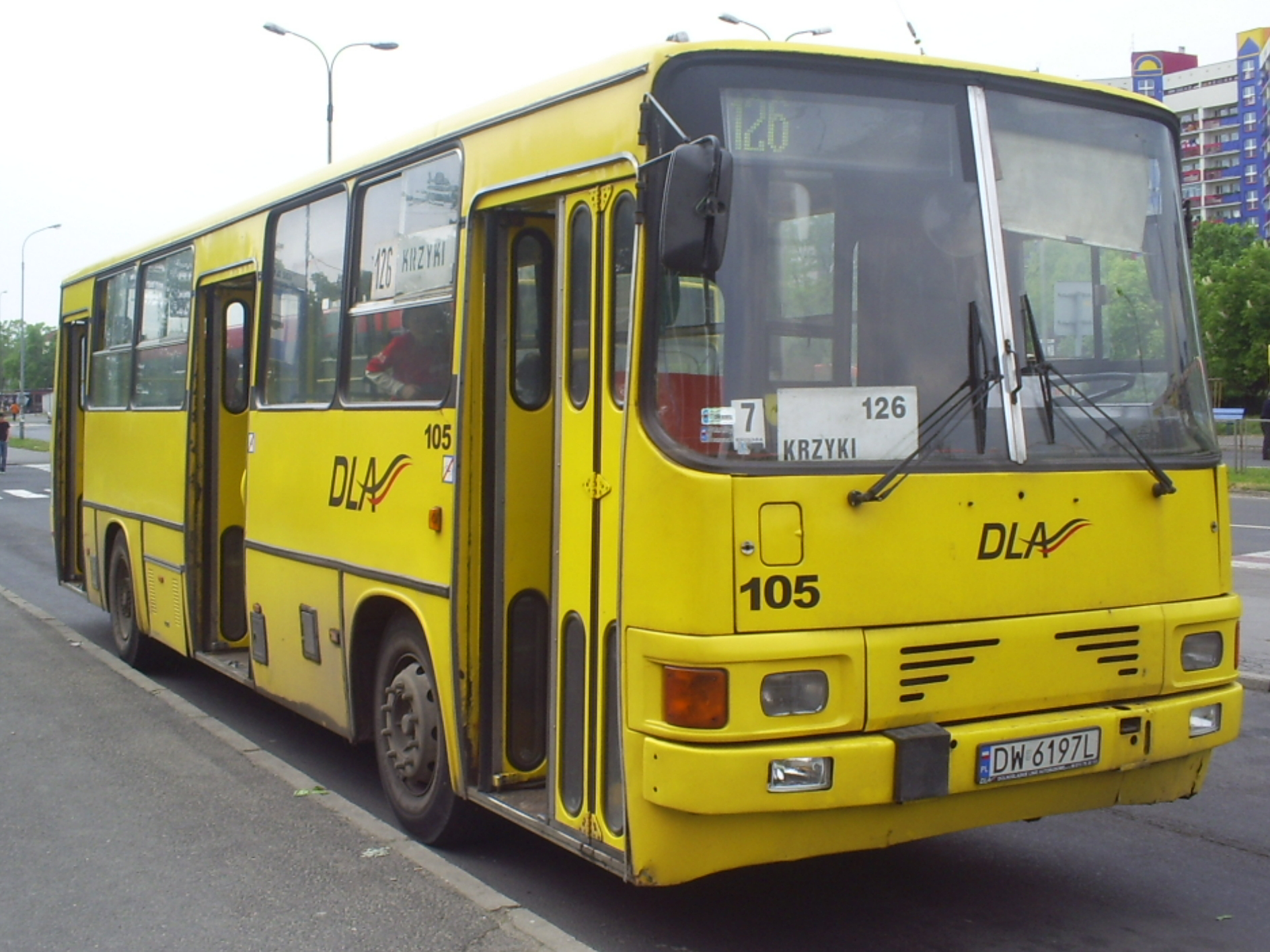
Ikarus 260.04 w malowaniu DLA (wycofany w 2009 r.)

### Autobusy obsługujące linie waglomeracji wrocławskiej
| Typ autobusu                    | Początek eksploatacji  | Udogodnienie            | Numery taborowe             | Liczba |
| Jelcz M081MB                    | 2001                   | przewóz osób na wózkach | 502                         | 1      |
| Mercedes-Benz O345C             | 2002                   |                         | 529                         | 1      |
| Mercedes-Benz O303-10RHS        | 2006                   |                         | 544                         | 1      |
| Solaris Urbino 12 I             | 2006                   | przewóz osób na wózkach | 2013-2015                   | 3      |
| SOR BN12                        | 2010, 2012, 2014, 2015 | przewóz osób na wózkach | 1101, 1105-1109, 1113, 1119 | 8      |
| SOR BN9,5                       | 2010                   | przewóz osób na wózkach | 1102                        | 1      |
| Mercedes Benz Conecto LF        | 2011                   | przewóz osób na wózkach | 545, 546, 547               | 3      |
| SOR CN12                        | 2011, 2013, 2014, 2015 | przewóz osób na wózkach | 1103, 1104, 1110, 1116-1118 | 6      |
| SOR CN9,5                       | 2014                   | przewóz osób na wózkach | 1111                        | 1      |
| SOR BN12                        | 2014                   | przewóz osób na wózkach | 1112                        | 1      |
| SOR BN8,5                       | 2014                   | przewóz osób na wózkach | 1114                        | 1      |
| SOR CN8,5                       | 2014                   | przewóz osób na wózkach | 1115                        | 1      |
| Autosan H7                      | 2014                   | przewóz osób na wózkach | 504                         | 1      |
| MAN Lion's City EL263           | 2014                   | przewóz osób na wózkach | 1201, 1202                  | 2      |
| Iveco Daily / Kutsenits City VI | 2017                   | przewóz osób na wózkach | 1520-1524                   | 5      |
| ZAZ A10C3A                      | 2019-2020              | przewóz osób na wózkach | 1701-1709                   | 9      |
| Solaris Urbino 12 IV            | 2019                   | przewóz osób na wózkach | 2016-2019                   | 4      |
| Solaris Urbino 10,5 IV          | 2019                   | przewóz osób na wózkach | 2020-2032                   | 13     |
| MAN Lion's City NL293           | 2020                   | przewóz osób na wózkach | 1203-1206                   | 4      |
| Mercedes Benz Conecto           | 2020, 2021             | przewóz osób na wózkach | 548-568                     | 21     |
| Isuzu Novocity Life LE          | 2021                   | przewóz osób na wózkach | 1005-1007                   | 3      |
| Suma pojazdów                   | Suma pojazdów          | Suma pojazdów           | Suma pojazdów               | 90     |

(stan taborowy aktualny na 12.08.2022 r.)

### Autobusy obsługujące linie wRadomiu
| Typ autobusu         | Początek eksploatacji | Udogodnienia            | Numery taborowe | Liczba |
| Solaris Urbino 12 I  | 2006                  | przewóz osób na wózkach | 624, 625        | 2      |
| Solaris Urbino 12 IV | 2016                  | przewóz osób na wózkach | 612-623         | 12     |
| Suma pojazdów        | Suma pojazdów         | Suma pojazdów           | Suma pojazdów   | 14     |

(stan taborowy aktualny na 12.08.2022 r.)

### Pozostałe busy i autokary
| Typ pojazdu            | Początek eksploatacji | Udogodnienia            | Numery taborowe              | Liczba |
| Mercedes Benz Sprinter | 2005                  |                         | 604                          | 1      |
| Fiat Ducato II         | ?                     | ?                       | 1501                         | 1      |
| Mercedes Benz 313 CDI  | ?                     | ?                       | 1509, 1510                   | 2      |
| Mercedes Benz 815 D    | 2013, 2014            | przewóz osób na wózkach | 1504, 1512                   | 2      |
| Mercedes Benz 416 CDI  | 2013, 2015            | przewóz osób na wózkach | 1500, 1502, 1508, 1513, 1514 | 5      |
| Autosan A0808T         | 2015                  |                         | ---                          | 1      |
| Mercedes Benz 519 CDI  | 2016                  | ?                       | 1515                         | 1      |
| Volkswagen Crafter     | 2017                  | przewóz osób na wózkach | 1516, 1517                   | 2      |
| Setra S415             | 2018                  |                         | ---                          | 2      |
| Mercedes Benz 516 CDI  | 2019, 2021            | przewóz osób na wózkach | 1529-1538                    | 10     |
| Suma pojazdów          | Suma pojazdów         | Suma pojazdów           | Suma pojazdów                | 27     |

(stan taborowy aktualny na 12.08.2022 r.)

## Tabor kolejowy

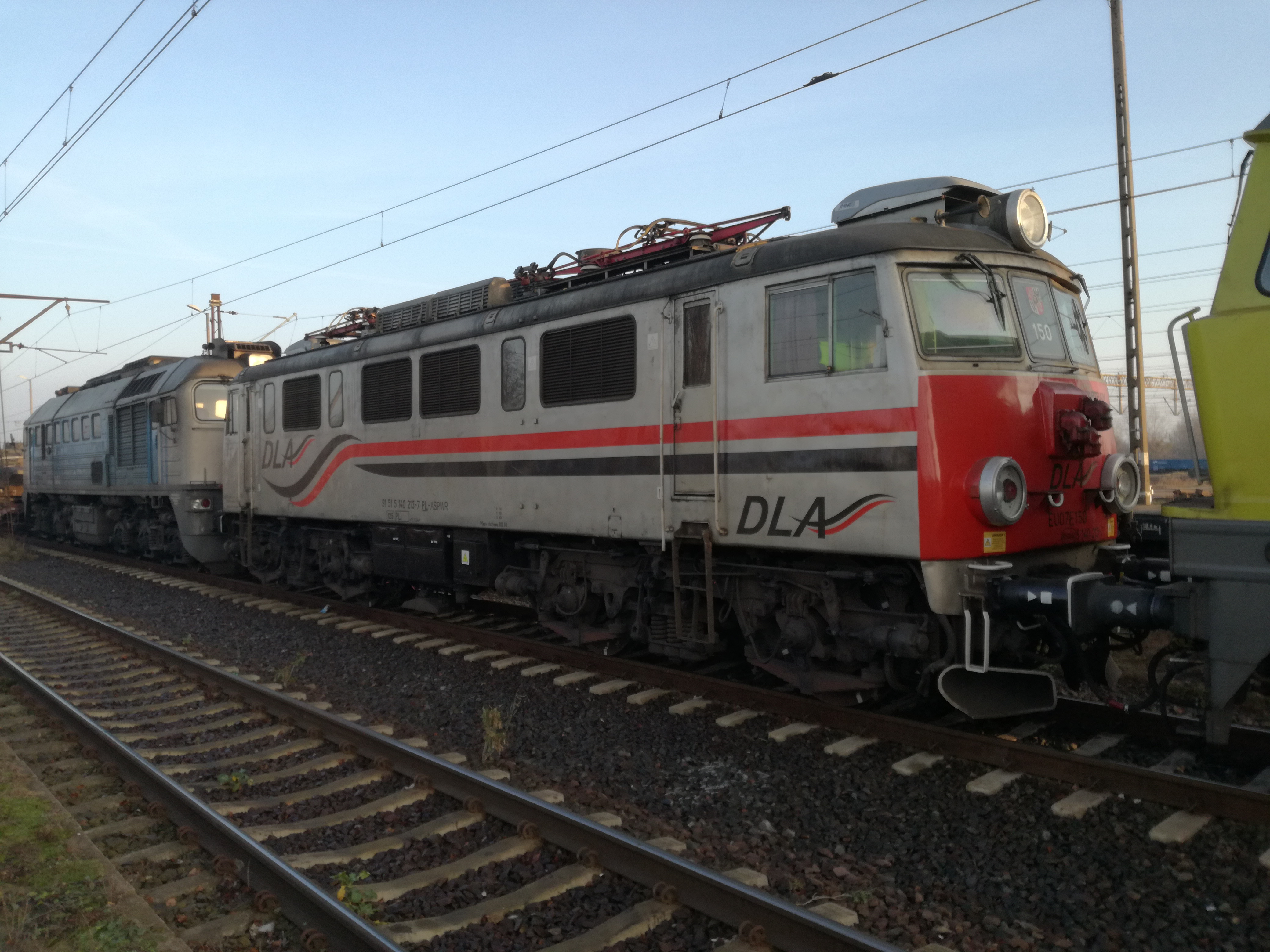
EU07-150 na stacji Poznań Franowo

Według stanu na 8 kwietnia 2021 r., firma dysponuje własnymi lokomotywami:
- 401Da
- 409Da
- SM31
- SM42
- M62
- ET21